# Tullio Kezich
Tullio Kezich (Trieste, 17 settembre 1928 – Roma, 17 agosto 2009) è stato un critico cinematografico, commediografo, sceneggiatore e attore italiano.

## Biografia

### Critico cinematografico
La sua esperienza di critico cinematografico iniziò nel 1941, quando da adolescente intrattenne una fitta corrispondenza come lettore con le riviste Cinema e Film. L'esordio da giornalista avvenne il 2 agosto 1946, come recensore per l'emittente radiofonica Radio Trieste, con la quale collaborò fino agli inizi degli anni cinquanta, occupandosi dal primo dopoguerra del Festival cinematografico di Venezia. Nel 1950 iniziò la collaborazione con la rivista Sipario, di cui divenne direttore dal 1971 al 1974.
Nel corso della sua carriera collaborò con la Settimana Incom, con il periodico Panorama, con i quotidiani la Repubblica e Corriere della Sera. Dalle recensioni scritte per Panorama e per la Repubblica, alla quale collaborò dalla fondazione, trasse una serie di libri a cura delle Edizioni Il Formichiere: Il MilleFilm - Dieci anni al cinema 1967-1977 (due volumi), al quale seguirono, visto il successo, Il CentoFilm - un anno al cinema 1977-1978, poi Il CentoFilm 2 - un anno al cinema 1978-1979, quindi Il CentoFilm 3 - un anno al cinema 1979-1980; e con scritti recuperati dalle riviste alle quali collaborava all'inizio degli anni '60, pubblicò nel 1979 Il FilmSessanta - il cinema degli anni 1962-1966, sempre con il Formichiere.
Complessivamente, queste cinque antologie propongono oltre duemila schede di film usciti nell'arco di un ventennio (dal 1962 al 1980).
La pubblicazione di raccolte delle sue recensioni proseguì negli anni ottanta e novanta con altri editori (Mondadori e Laterza).
Nel novembre 1978 l'editore Bompiani raccolse in un solo volume, intitolato Il dolce cinema - Fellini & altri, alcune sue opere: Fellini & altri, diario de La dolce vita, uscito contemporaneamente al film, e i cinque racconti contenuti in L'uomo di sfiducia, del 1962.
Nel 2006 Kezich partecipa al documentario Adolfo Celi, un uomo per due culture di Leonardo Celi dedicato all'attore Adolfo Celi.
Nel 2008 Tullio Kezich intervenne nel documentario Il falso bugiardo di Claudio Costa dedicato allo sceneggiatore Luciano Vincenzoni suo amico.
Malato da tempo, morì a Roma a 80 anni: per sua volontà non si tennero funerali, e la salma venne cremata.

### Famose recensioni e stroncature
Diabolik (1968) di Mario Bava:
(Millefilm 1983, vol. I, p. 188)
Il buono, il brutto, il cattivo (1967) di Sergio Leone, capolavoro western. Kezich non risparmia nemmeno le musiche celeberrime di Morricone.
(Millefilm 1983, vol. I, p. 95)
...continuavano a chiamarlo Trinità (1971) di E.B. Clucher, spaghetti western comico del duo Bud Spencer-Terence Hill:
(Millefilm 1983, vol. I, p. 161)
2001: Odissea nello spazio (1968) di Stanley Kubrick, capolavoro fantascientifico:
(Millefilm 1983, vol. I, p. 217)
Frankenstein Junior (1974) di Mel Brooks, tra le più celebri commedie americane:
(Millefilm 1983, vol. I, p. 267)
L'inquilino del terzo piano (1976) di Roman Polański, film horror di culto:
(Millefilm 1983, vol. I, p. 329)
Il mio nome è Nessuno (1974) di Tonino Valerii. Altro Spaghetti Western di culto:
(Millefilm 1983, vol. II, p. 399)
Il mucchio selvaggio (1969) di Sam Peckinpah. Western rivoluzionario:
(Millefilm 1983, vol. II, p. 415)
Il padrino II (1972) di Francis Ford Coppola:
(Millefilm 1983, vol. II, p. 455)
Il pianeta delle scimmie (1968) di Franklin Schaffner. Film di fantascienza celeberrimo:
(Millefilm 1983, vol. II, p. 480)
Profondo Rosso (1975) di Dario Argento, celebre giallo:
(Millefilm 1983, vol. II, p. 503)

### Produttore e sceneggiatore cinematografico e televisivo
Nel 1950 Kezich divenne segretario di produzione di Cuori senza frontiere di Luigi Zampa, nel quale fece anche una particina insieme al collega e concittadino Callisto Cosulich.
Nel 1961 partecipò in veste d'attore a Il posto di Ermanno Olmi, e contribuì alla fondazione della casa di produzione cinematografica "22 dicembre", che diresse artisticamente fino alla cessazione delle attività nel 1965, producendo film quali Il terrorista di Gianfranco De Bosio e il televisivo L'età del ferro di Roberto Rossellini.
Nel 1969 si trasferì a Roma per collaborare alla produzione e alla sceneggiatura del film televisivo I recuperanti, sempre di Olmi, cui seguirono altre partecipazioni alla stesura di diversi adattamenti cinematografici (da Piero Chiara e Joseph Roth) e televisivi (da Cervantes, Dostoevskij e Italo Svevo). La sceneggiatura de La leggenda del santo bevitore venne insignita del premio Nastro d'argento nell'edizione del 1989.

### Drammaturgo
Uomo di grande cultura, Kezich fu attivo anche in teatro, firmando riusciti adattamenti di capolavori della letteratura: La coscienza di Zeno, dal romanzo omonimo del suo concittadino Italo Svevo, che fu allestito la prima volta nel 1964 da Luigi Squarzina con l'interpretazione di Alberto Lionello - attore protagonista anche di un ulteriore adattamento, per la televisione, firmato sempre da Kezich nel 1966; Bouvard e Pécuchet dall'opera incompiuta di Flaubert, nel 1968 insieme con Squarzina; Il fu Mattia Pascal dal racconto di Pirandello, allestito nel 1974 ancora da Squarzina con Giorgio Albertazzi protagonista.
Nel 1962 aveva scritto un originale televisivo tratto da Una burla riuscita di Svevo, poi portato in teatro nel 1987 dal regista Egisto Marcucci, nell'interpretazione di Corrado Pani e Dario Cantarelli, di cui la Rai trasmise la registrazione teatrale.
Tutto suo invece è W Bresci, scritto nel 1971 per il Piccolo Teatro di Milano.
Ha collaborato per diversi anni con La Contrada - Teatro Stabile di Trieste: per il regista Francesco Macedonio e per la compagnia stabile ha scritto diversi testi, in gran parte autobiografici, a cominciare da  L'americano di San Giacomo, rappresentato al Teatro Cristallo di Trieste nel 1998, con Mario Valgoi, Orazio Bobbio, Ariella Reggio, Lidia Kozlovich, Maurizio Repetto e Marzia Postogna.

### Scrittore
Fu anche autore di alcune opere letterarie (Campeggio a Duttogliano del 1959 e L'uomo di sfiducia del 1962), che vengono incluse nella cosiddetta letteratura triestina.

## Filmografia

### Sceneggiatore
- Un metro lungo cinque – cortometraggio documentaristico (1961)
- La coscienza di Zeno – sceneggiato televisivo (1966)
- I recuperanti – film TV (1969)
- Venga a prendere il caffè... da noi (1970)
- Don Chisciotte – film TV (1983)
- Delitto e castigo – miniserie TV (1983)
- La coscienza di Zeno – miniserie TV (1988)
- La leggenda del santo bevitore (1988)

### Attore
- Cuori senza frontiere, regia di Luigi Zampa (1950)
- Il posto, regia di Ermanno Olmi (1961)
- Cinématon #920 di Gérard Courant (1987)
- Adolfo Celi, un uomo per due culture, regia di Leonardo Celi – documentario (2006) – se stesso
- Il falso bugiardo, regia di Claudio Costa – documentario (2008) – se stesso

## Opere
- Il western maggiorenne. F. Zigiotti, Trieste (1953)
- Ascolta, mister Bilbo! Canzoni di protesta del mondo americano, Milano-Roma Ed. Avanti! (1954)
- John Ford, Parma, Guanda (1958)
- Il campeggio di Duttogliano (1959)
- Fellini &altri, Milano, Bompiani (1960)
- Salvatore Giuliano, Roma, Edizioni FM (1961)
- L'uomo di sfiducia, Milano, Bompiani (1962)
- Giulietta degli spiriti, (Dal soggetto al film), Bologna, Cappelli (1965)
- I cavalieri del West, Milano, Della Volpe (1965)
- La coscienza di Zeno, Torino, Einaudi (1965)
- Ombre rosse, Padova, Radar (1968)
- Svevo e Zeno, Milano, Scheiwiller (1970)
- W Bresci, Roma, Bulzoni (1971)
- Il fu Mattia Pascal, da Luigi Pirandello, Torino, Einaudi (1975)
- Il mito del Far West, Roma, Bulzoni (1975)
- Il MilleFilm. Dieci anni al cinema 1967-1977, Milano, Il formichiere 2 voll. (1978)
- Il CentoFilm: un anno al cinema 1977-1978, Milano, Il formichiere (1978)
- Il dolce cinema Fellini &altri, Milano, Bompiani (1978)
- Svevo e Zeno: vite parallele, 2ª ed. accresciuta e riveduta, Milano, Il formichiere (1978)
- Il Centofilm 2: un anno al cinema 1978-1979, Milano, Il formichiere (1979)
- Il FilmSessanta, Milano, Il formichiere (1979)
- Il Centofilm 3: un anno al cinema 1979-1980, Milano, Il formichiere (1980)
- Il mito del Far West, Milano, Il formichiere (1980)
- Delitto e castigo, da Feodor Dostoevskij (con Mario Missiroli), Torino, ERI (1983)
- Il nuovissimo Millefilm: cinque anni al cinema 1977-1982, Milano, Mondadori (1983)
- Il film '80: cinque anni al cinema, Milano, Mondadori (1986)
- Il fu Mattia Pascal, da Luigi Pirandello, versione 1986 per Maurizio Scaparro e Pino Micol, Roma, Officina (1986)
- Fellini, Milano, Camunia (1987)
- Fellini, Milano, Rizzoli (1988)
- Il film '90: cinque anni al cinema, Milano, A. Mondadori (1990)
- Giulietta Masina, Bologna, Cappelli (1991)
- Cento film 1994, Roma-Bari, Laterza (1995)
- Cento film 1995, Roma-Bari, Laterza (1996)
- Fellini del giorno dopo, Rimini, Guaraldi, Associazione Fellini (1996)
- Su La dolce vita con Federico Fellini, Venezia, Marsilio (1996)
- Cento film 1996, Roma-Bari, Laterza (1997)
- Cento film 1997, Roma-Bari, Laterza (1998)
- L'americano di San Giacomo, Trieste, La Contrada - Teatro Stabile di Trieste (1998) –  video.
- Primavera a Cinecittà, Roma, Bulzoni (1999)
- Il campeggio di Duttogliano e altri ricordi-racconti, Palermo, Sellerio (2001)
- Federico: Fellini, la vita e i film, Milano, Feltrinelli (2002) ISBN 880749020X
- Una giornata particolare, Associazione Philip Morris Progetto Cinema, Torino, Lindau (2003)
- Cronaca di un amore, Torino, Lindau (2004)
- Ermanno Olmi : il mestiere delle immagini: diario in pubblico di un'amicizia, Alessandria, Falsopiano (2004) ISBN 9788887011814
- L'uomo di sfiducia, Milano, Bompiani (2005)
- Cari centenari...: Rossellini, Visconti, Soldati 1906-2006, Alessandria, Falsopiano (2006)
- Una notte terribile e confusa, Palermo, Sellerio (2006)
- Il sosia., Trieste, La Contrada - Teatro Stabile di Trieste (2006)
- I libri di casa mia: la biblioteca di Federico Fellini, Fondazione Federico Fellini (2008)
- Noi che abbiamo fatto La dolce vita, Palermo, Sellerio (2009) ISBN 8838923558
- Una dinastia italiana, Milano, Garzanti (2010)

### Altri scritti
- Francesco Savio, Cinecitta anni Trenta : parlano 116 protagonisti del secondo cinema italiano (1930-1943), a cura di Tullio Kezich, Roma, Bulzoni (1979)
- Ennio Flaiano, Un film alla settimana, 55 critiche da Cine illustrato (1939-1940) a cura di Tullio Kezich, Roma, Bulzoni (1988)
- Thomas Hardy, Una romantica avventura, introduzione di Tullio Kezich, Palermo, Sellerio (1994)
- Federico Fellini, Il viaggio di G. Mastorna, sceneggiatura di Federico Fellini, introduzione di Tullio Kezich, Milano, Bompiani (1995)
- Marco Bellocchio, Il Principe di Homburg di Heinrich von Kleist, sceneggiatura del film; a cura di Giovanni Spagnoletti, prefazione di Tullio Kezich (1997)
- Pier Antonio Quarantotti Gambini, L'onda dell'incrociatore, con una nota di Tullio Kezich, Palermo, Sellerio (2000)
- Arthur Schnitzler, Il ritorno di Casanova, a cura di Giuseppe Farese ; prefazione Tullio Kezich, Milano, Corriere della Sera (2002)
- Mario Tobino, Per le antiche scale, prefazione di Tullio Kezich, Milano, RCS quotidiani (2003)
- I luoghi del cinema, a cura di Giulio Martini, introduzione di Tullio Kezich, Milano, TCI (2005)
- Federico Fellini, Il libro dei sogni, a cura di Tullio Kezich e Vittorio Boarini, Milano, Rizzoli (2007)
- I libri di casa mia: la biblioteca di Federico Fellini, a cura di Oriana Maroni e Giuseppe Ricci, introduzione di Tullio Kezich (2008)
- Pietro Bianchi: recensioni cinematografiche per Il Gatto Selvatico 1955-1964, introduzione di Tullio Kezich (2009)
- Stuart N. Lake, Lo sceriffo di ferro : la vera storia di Wyatt Earp e della sfida all'OK Corral; presentazione Tullio Kezich, Odoya, Odoya library (2013)